# 陳塘
陳塘是位於廣東广州西關的一個地方，其与沙面西桥相隔咫尺，过西桥即至沙面。

## 考证
陈塘南西关清平街旧三角市天后庙及三界庙前，是陈塘地方所在。陈塘有上下之分，即上陈塘、
下陈塘。上陈塘全街铺房，昔营新衣业务。全街地方不多，下陈塘则概括现在珠玑路南末尾一带地方，通称为陈塘南，简称南塘，附连新填地（现改新填地街），再过迪隆里，即到塘鱼栏。

### 历史
“陈塘风月”代表了民国时期广州繁华的其中一面。旧时的陈塘指的是从黄沙到泮塘一带。“陈塘风月”的中心区域就在六二三马路广州市中医院附近。共和国前这里是广州的商业闹市区。据香港《大晚报记者调查报告》上说：
|  | 广州陈塘，犹香港之石塘，高等妓女，荟萃于此，俗呼之为大寨。 |

当年陈塘最有名的花筵酒家有留觞、咏春、群乐、大观园、宴春台等二十余处，“火坑”(妓院)有天德、欢得、万和、得心、奇花、万花、逍遥等十九家。直到现在，那里还有一些街名如平康通衢、翠花、馨兰等，都与当年的妓女有关。

## 现代
直到20世纪50年代初，广州还有陈塘区的行政设置。1950年6月，陈塘区并入太平区（太平区后并入中区），名字本身的消亡，亦宣告了风月现象的消亡。旧时陈塘区的地域，已划入今天的清平街。至于风月意义上的陈塘，其地域范围比行政意义上的陈塘要小得多。具体来说，水域是从珠江的黄沙码头水面，一直延伸到沙基涌；地域则重点分布在沙基（今六二三路）、珠玑路一带，呈“T”字形分布，其中又以珠玑路口最成集中、且成规模。

## 影响

### 对粤菜之贡献
清朝有生两大流派，丰富粤菜内涵：一派“满汉全席”，一派即是“陈塘风味”。
“陈塘风味”最早源于江浙风月场所，其讲究实用性与简单化，有别于大排场多菜式的“满汉全席”。最为著名应首推谟觞酒家（即广州银龙酒家，多宝路附近），其以“花酌”为号招徕客人，至今鼎鼎大名的白灼响螺片，就是陈塘风味“花酌”的代表菜式。
“陈塘风味”尽情显露粤菜清淡、脆爽的岭南特色，完全区别于其他中国菜系。就如炒蔬菜，过去做法“煸炒”，菜虽香，但略显干瘪。“陈塘风味”的做法则先“飞水”，然后再烹炒，蔬菜更显翠绿和饱满。这两种不同的技艺就是“硬炒”与“软炒”，反映出“北派”“南派”烹饪技术间的差异。